# Collegiata di San Pietro (Massa)
La chiesa collegiata di San Pietro a Massa era un edificio religioso, demolito nel 1807 per decreto di Felice ed Elisa Bonaparte Baciocchi, che si trovava in piazza Aranci. Ad essa era legato l'oratorio di San Sebastiano, distrutto dai bombardamenti alleati del febbraio 1945. Dalla documentazione d'archivio è noto che la chiesa, già esistente in età medievale come pieve, subì importanti interventi nel corso del '500, crollò nel 1671 e venne ricostruita nello stesso luogo tra il 1697 e il 1701. I lavori di riqualificazione di piazza degli Aranci, tra il 2011 e il 2012, hanno permesso di riportarne alla luce i resti (coperti nuovamente al termine dei lavori).

## Storia

### La pieve di San Pietro

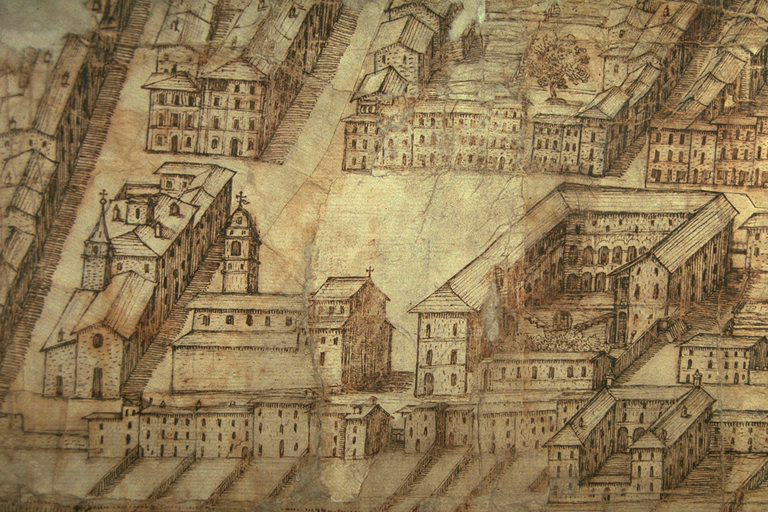
Veduta della chiesa di San Pietro prima del suo crollo avvenuto nel 1671.

La Insigne Collegiata di San Pietro demolita nel 1807 era una grande chiesa barocca che stava per diventare cattedrale. Essa sorgeva sul luogo della più antica pieve di San Pietro crollata nel 1671 (o 1672 secondo altri documenti). La prima testimonianza che c'informa della sua esistenza (o almeno di una chiesa riconducibile ad essa) è soltanto l'accenno ad una Terra Sancti Petri, contenuta in una pergamena del 26 gennaio 986 ma il primo documento vero e proprio è però rappresentato dalla bolla del papa Eugenio III, dell'11 novembre 1149, che la comprende all'interno di un elenco delle diocesi lunensi denominandola Plebs de Massa. L'area tra Carrara e Montignoso comprendeva un'eccezionale concentrazione di Pievi, dovuta alla presenza di un'importante arteria stradale - la Via Francigena - e all'organizzazione particellare del territorio voluta dai Romani a seguito della lunga resistenza dei Liguri Apuani.
Il territorio dove sorge ora Massa comprendeva quindi la pieve di San Lorenzo di Monte Libero sulle colline del Candia, San Vitale, sita presso l'attuale insediamento di Mirteto e appunto la Pieve di San Pietro, comprendente tutta la parte sinistra del fiume Frigido a sud fino al Canal Magro dove incontrava la Pieve di Montignoso. Si deve però attendere la prima metà del XVI secolo per avere notizie più precise sulla chiesa. Si sa che era situata nell'antico borgo di Bagnara dove il Farsetti dice che «...vi si contavano nel 1500 tredici strade: [...] e la piazza di S.Pietro [era] larga 100 ... lunga 150 braccia»; Dai "Ricordi" dei cronisti Gaspero Venturini e Tommaso Anniboni d'Aiola, si apprende invece che nel 1530 crollò il soffitto centrale; a partire da questa data vengono avviati lavori di restauro e d'ampliamento poiché la chiesa era assai malmessa: nel 1539 fu completata la volta del coro; nel 1541 fu dipinta la volta della cappella del Volto di Cristo; nel 1542 furono fatte le panche del coro; nel 1550 fu costruito l'organo dal Maestro Nicolao Fornaio da Lucca e il Maestro Antonio da Terrinca vi fece il palco; questi furono inaugurati il primo novembre dello stesso anno nella Messa Solenne.
Dopo alcuni anni, il primo febbraio del 1568, si ruppe la pesante campana maggiore di 1381 libbre, e il 22 maggio 1568, il Maestro Luca da Cortona ne fuse una in sostituzione da 1368 libbre, inaugurata alla vigilia dell'Ascensione (26 maggio). Nel 1572 se ne fusero altre due per mano del Maestro Vincenzo Possenti di Pisa, una il 5 agosto da 1060 libbre e l'altra l'8 agosto più piccola; su una di queste era raffigurata in bassorilievo la Beata Vergine assieme agli stemmi dei duchi di Massa, i Cybo-Malaspina e dei Medici con l'iscrizione Albericus Cybo Malaspina S.R.I. Princeps Massae Primus. Di seguito, sotto la direzione del Maestro Giovanni di Cilema dal Ponte, si diede mano al campanile che subì un restauro quasi decennale: iniziò il 18 maggio 1571 e si protrasse fino al 2 luglio 1580.
«Questi risarcimenti e ingrandimenti e addobbi - nota lo storico locale G. A. Matteoni - per piccoli che fossero, mostravano però che di quella Chiesa se ne voleva fare il tempio maggiore di Massa, ed elevarla a qualche cosa di più che semplice pievania. Ciò si vedeva anche prima della morte di Alberico I Cybo-Malaspina; poiché questa chiesa veniva già al suo tempo considerata come la principale, che presto o tardi sarebbe venuta sede di una Collegiata, ed anche di un vescovado della Città.»
Intanto nel 1563 «si fece la gionta del Palazzo di Bagnara» e in agosto «si spianò la piazza», eliminando quindi il cimitero esistente. Nel 1575 fu iniziato il restauro della canonica, mentre il primo novembre del 1598 fu spostato il SS. Crocifisso dal suo sito vicino alla "porta piccola" alla nuova posizione di fronte all'altare del SS. Sacramento. Dalla relazione del 1568 della visita
pastorale del Card. Benedetto Lomellini e del 1584 ad opera del visitatore apostolico Angelo Peruzzi, possiamo essere informati che la chiesa era a tre navate, ben pavimentata e che aveva dieci altari, tutti adorni di statue o quadri giudicati degni di nota, descrizioni che mostrano dunque una chiesa degna di un Principato, il cui sovrano desiderò di sostituirle il semplice titolo di Pieve con quello più ambizioso di Duomo.
Alberico I cercò infatti, fin dall'inizio del suo governo, di fare elevare dal Papa Massa a diocesi con San Pietro come Cattedrale, ma le resistenze del Vaticano vanificarono ogni tentativo del Principe, anche se, dopo aver compreso l'impossibilità di realizzare il suo intento, si sarebbe accontentato dell'erezione a Collegiata. Tale titolo venne comunque ottenuto sotto il successore Carlo I Cybo-Malaspina (1623 - 1662), con la Bolla Sacri Apostolatus Ministerio del 19 maggio 1629 (eseguita il 25 marzo 1632) del Papa Urbano VIII, che mise a
capo della chiesa un Abate Mitrato.

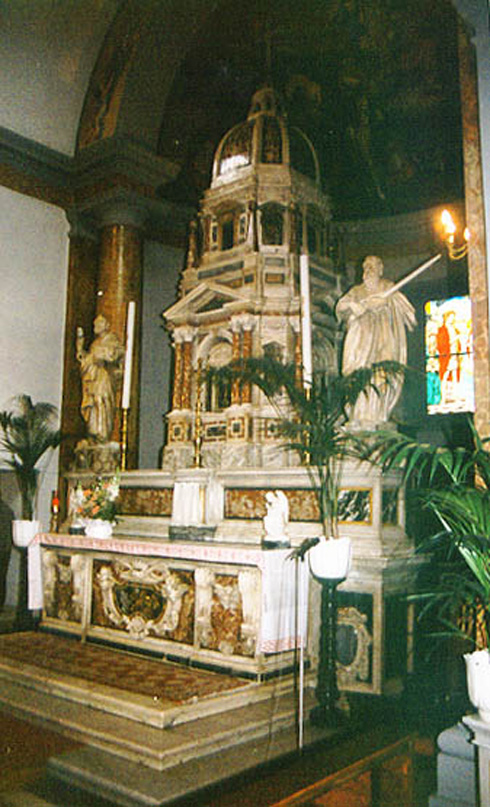
Altare della Chiesa di San Donato di Chianni

Il Principato di Massa, che verrà elevato a Ducato nel 1664, cominciava in questi anni la sua pur modesta ma rispettabile affermazione e Carlo I desiderò portare ampliamenti al palazzo Ducale. La storiografia locale pone a quest'epoca (1632) il collegamento tramite una passerella, del Palazzo con la Chiesa di San Pietro, perché testimonianze antiche avvicinano i lavori del Palazzo alla fondazione della Collegiata; secondo lo studioso locale Massimo Bertozzi però il Palazzo Ducale comprende in questo momento una porzione di fabbricato sulla piazza che corrisponde forse alle prime nove finestre, più un altro blocco aggiunto da poco che costituirebbe l'attuale Salone degli Svizzeri. Il resto, verso il mare, è un giardino e non può accogliere il passaggio rappresentato in questo punto dalla cartografia posteriore. Si può formulare però un'ipotesi, avvalorata dal recente ritrovamento di una cornice di portale tra l'11° e la 12° finestra del Piano Nobile, perfettamente allineata col fianco sinistro della chiesa raffigurata nella pianta ottocentesca di C. G. Marchelli: potrebbe esserci stato in un primo momento un collegamento chiesa-Palazzo, magari provvisorio, che poi è stato demolito per sostituirlo con l'altro.
Il nuovo Duca fece sì che la chiesa di S. Pietro, ora Collegiata e dunque investita di una nuova dignità, anche per ciò che riguardava le rendite e le cariche, beneficiasse di nuovi restauri e rifacimenti. E infatti, come ricorda Odoardo Rocca, Carlo I
pensò «...a ridurre in miglior forma la chiesa di S.Pietro, onde l'ingrandì e l'alzò molto, e la fece con tre navi, una maggiore e due minori; vi volle dodici altari di marmo, tutti uniformi; procurò di mettervi altro organo, a spese però della chiesa, e diede l'incarico ai Padri Agostiniani; oltre gli altri ornamenti, che procurò vi ci facessero»; inoltre «l'Ill.mo Sig. D.Ferdinando Cybo, [...], avendo nell'idea di formare uno specioso tabernacolo al SS.Sacramento volle farne vedere il disegno in carte reali, con gran maraviglia, e lo dimostrava chiaramente nel ciborio, quasi terminato, colle due statue di S.Pietro e di S.Paolo; le quali macchine dovevano stare dentro alle sue nicchie, col stendere dalle parti laterali due portici con balaustri intrezati di vari marmi, come si vede detto ciborio»; ma il 28 febbraio di quell'anno Ferdinando, fratello del duca, morì, per cui il Ciborio, pur di grandi dimensioni, non risultò completamente secondo il progetto originale.
L'opera, come vedremo, fortunosamente è sopravvissuta ed è attualmente conservata nella chiesa di San Donato a Chianni (PI); viene attribuita con molta probabilità a Francesco Bergamini che lo scolpisce ai primi del '600. Ma i lavori, occorsi alla chiesa, forse non furono troppo salutari.

### Il crollo

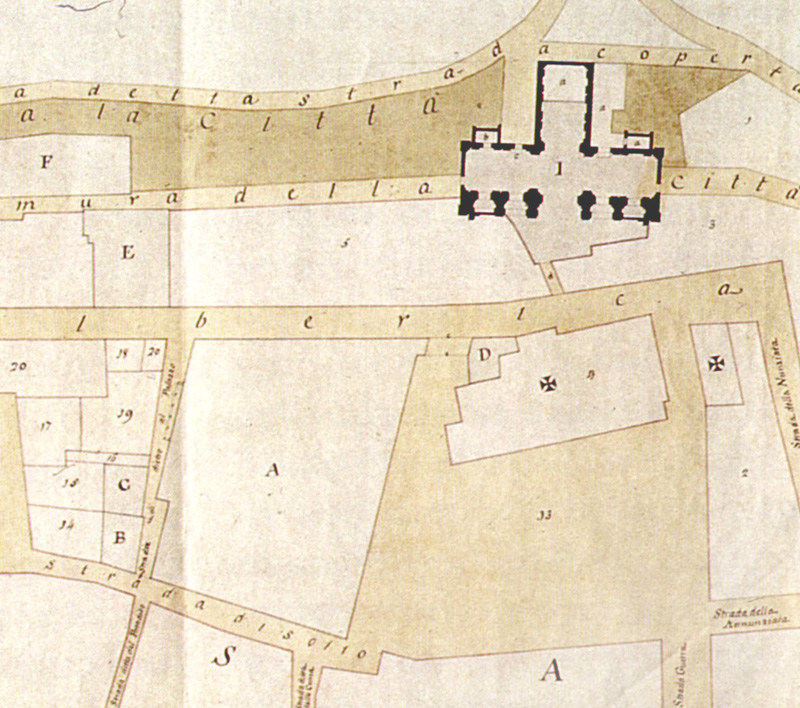
Palazzo ducale, San Pietro, San Sebastiano e "l'altra" San Pietro

Anche se vennero fatti parallelamente dei restauri, gli "ingrandimenti" voluti dal duca insistevano inevitabilmente su un impianto medioevale, le cui fondazioni erano situate da sempre sul terreno di un borgo che dopotutto veniva chiamato "Bagnara" anche per la presenza del canale di Volpigliano che passava poco distante. Ecco che, così appesantita, alla fine del 1671, cioè quarant'anni dopo l'erezione della collegiata, la chiesa crollò quasi completamente. Il palazzo Ducale era ormai giunto, nel suo ampliamento, a toccare l'attuale via Alberica che segnava il limite meridionale della piazza e il duca Alberico II Cybo-Malaspina, figlio e successore di Carlo I, voleva dare importanza al suo nuovo palazzo; pertanto, ignorando la decisione presa dal Capitolo di edificare la nuova chiesa nello stesso posto della vecchia, decretò che la collegiata fosse ricostruita in altro luogo, e fece preparare un progetto molto ambizioso che fu affidato all'architetto Giovanni Francesco Bergamini.
L'area prescelta, era situata più verso mare rispetto a quella originale, praticamente a ridosso delle mura della città, in
modo che l'abside poggiasse sui bastioni e con la facciata che avrebbe dovuto dare sulla piazza, rimanendo pressappoco sul filo dell'odierna Via Alberica. I lavori si protrassero fino alla morte del Duca, che avvenne nel 1690. Durante questo periodo però, si continuava a officiare tra i ruderi della vecchia chiesa, tanto più che Alberico II aveva ottenuto il permesso dal Vescovo di Luni-Sarzana di riattivare l'Altare Maggiore che sembra perciò non essere stato danneggiato dal crollo.

### La nuova collegiata

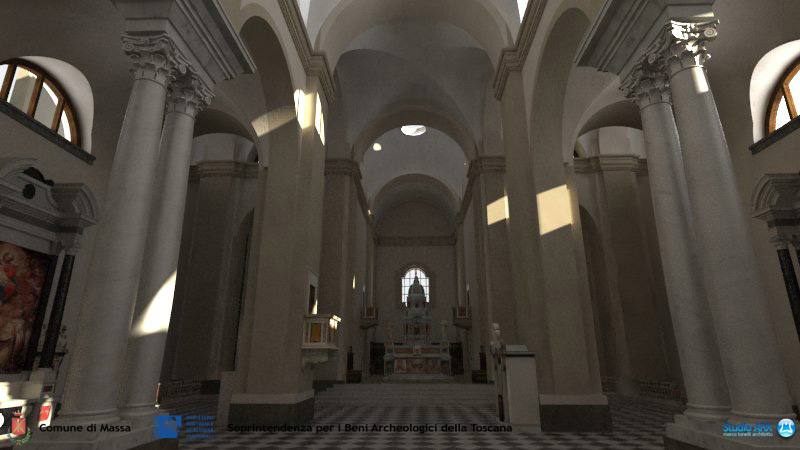
Ricostruzione dell'interno

Il successore Carlo II Cybo-Malaspina (1690-1710) non appena salito al trono, fu convinto dal Comune a sospendere la costruzione della nuova chiesa, perché si scoprì che le fondamenta del lato nord erano instabili, pertanto si decise di ricostruire la chiesa nello stesso luogo in cui si trovava prima del crollo. Il 9 aprile 1698 si cominciò dunque la costruzione di quella che doveva essere una chiesa barocca, su progetto dell'architetto del duca Alessandro Bergamini e terminata nel novembre del 1701.
Il canonico della Collegiata Insigne di S.Pietro, Odoardo Rocca, ci fornisce la seguente descrizione della chiesa: «...questa chiesa [...] è ripartita in tre navi, cioè la maggiore e due minori, l'arcate delle quali sono sostenute da due gran colonne di marmo bianco posate su piedistalli e che hanno sopra bellissimi capitelli intagliati, ed il tutto di marmo; siccome ancora, nelle mura laterali delle dette navi minori, dirimpetto alle colonne vi sono altrettanti pilastri corrispondenti alle medesime. Nell'altare maggiore, in mezzo alle due statue di marmo rappresentanti li SS. Apostoli Pietro e Paolo, s'innalza un eccelso e maestoso tabernacolo di marmi preziosi ed oltramontani [...]. Inoltre vi si vedono due gran tavole di marmo bianchissimo e di lavoro inistimabile e servono per icone delli due altari, scolpite dal famoso scultore Andrea Lazzoni di Carrara [...]. Inoltre vi sono altri nove altari, tutti di marmo e tra loro simili, che rendono un bell'accompagnamento a detta chiesa; ed a questi sono eretti canonicati, benefizi e molte cappellanie laicali, onde è benissimo officiata».

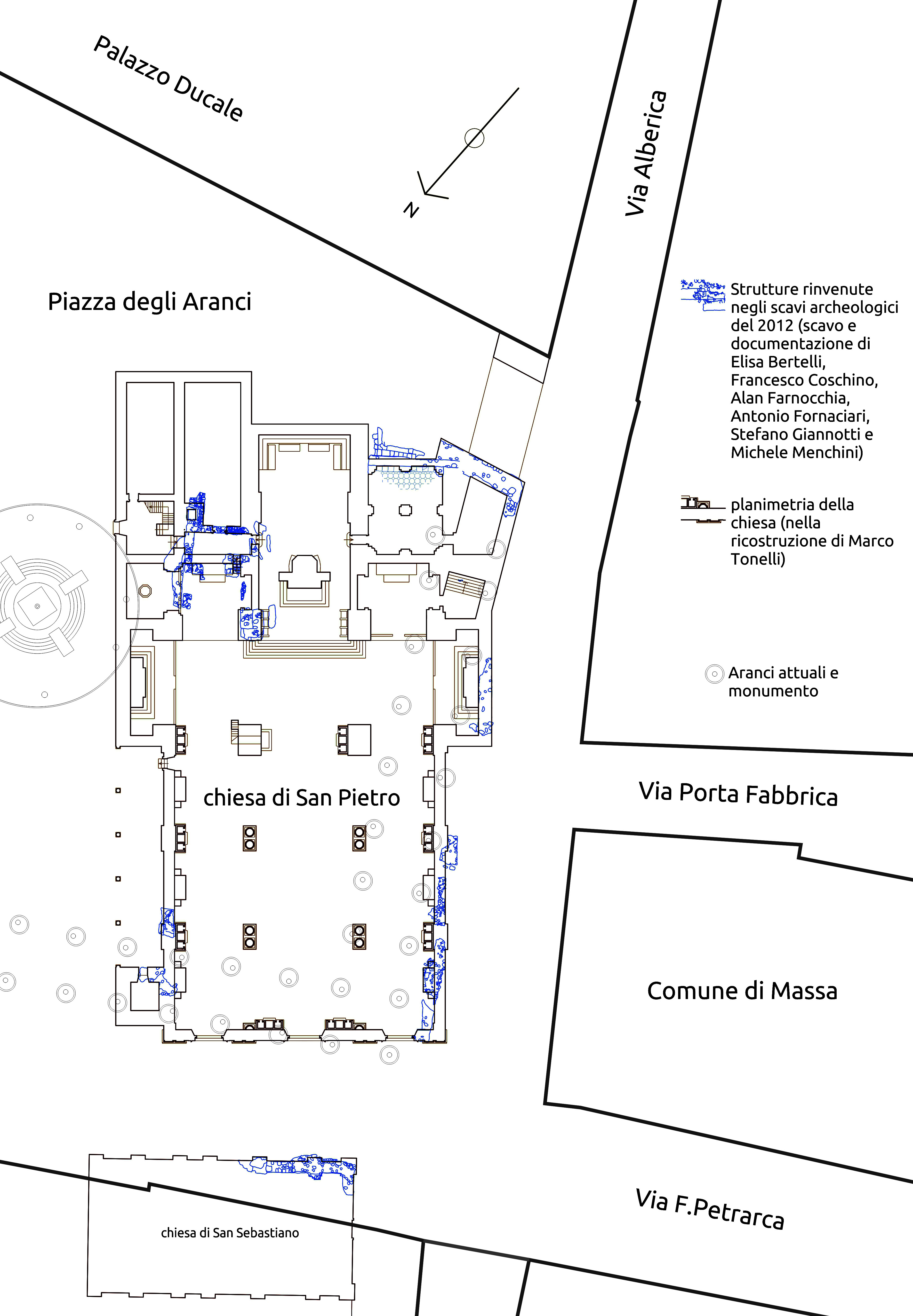
Planimetria ipotizzata

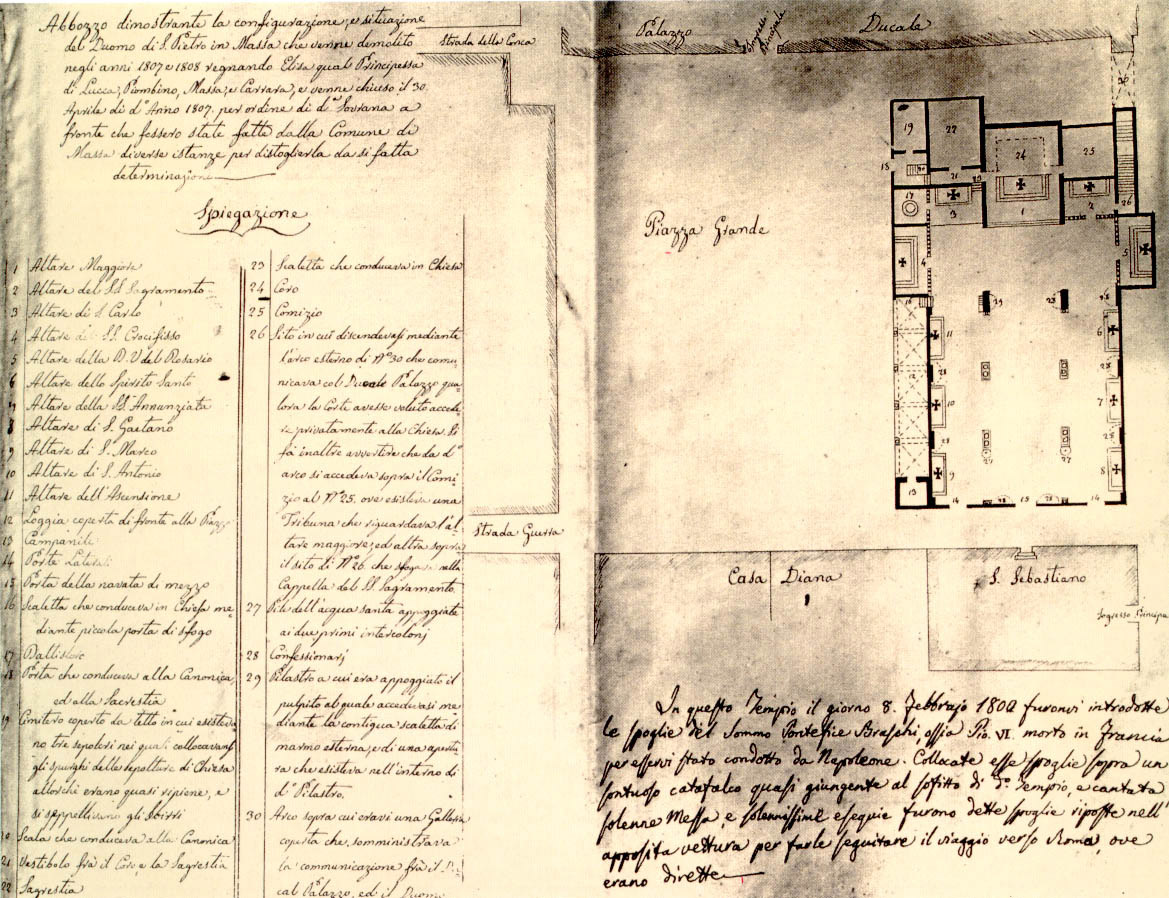
La pianta del Raffo

Da alcuni disegni, in special modo quelli dell'ingegnere camerale Isidoro Raffo, redatti poco dopo la demolizione, si ricavano altre informazioni: sul lato della piazza, nell'angolo, s'innalzava il campanile con l'orologio, posto più in basso della cella campanaria. Dietro il campanile correva un portico che nella pianta del Raffo appare di cinque campate, mentre negli altri disegni (uno nello stesso manoscritto di Raffo, ma sotto la dicitura fatto da chi nulla sapea disegnare) appaiono tre volte (ma sono più probabili cinque). All'interno si apriva una porta che immetteva nella chiesa, mentre un'altra, all'incirca dove ora si trova la fontana con l'obelisco accedeva alla sacrestia; sul retro esisteva l'"arco dei cavalli" che metteva in comunicazione il piano nobile del Palazzo con la chiesa. Dalla pianta del Raffo si vede chiaramente la divisione in tre navate divise da quelle che il Rocca chiama "gran colonne di marmo bianco", raggruppate due a due su un piedistallo comune.
Una tale disposizione di quelli che sono le strutture portanti dell'edificio è piuttosto rara per la zona. Essendo architetto il Bergamini, non è escluso che egli si sia riferito alle chiese genovesi a colonne binate (la famiglia Cybo proveniva infatti da questa città). La croce latina che formava il transetto era un po' sproporzionata, essendo il braccio sinistro più lungo dell'altro; quest'ultimo accoglieva l'altare del SS.Crocifisso, che al tempo della descrizione del Rocca non era ancora stato installato, mentre l'altro braccio accoglieva la pala della SS.Vergine del Rosario Il canonico poi aggiunge che c'erano altri nove altari, per un totale dunque di undici, comprendendo, forse, anche l'altar maggiore. In fondo alla chiesa faceva la sua bella figura l'Altare Maggiore, col suo ciborio in marmo policromo sopravvissuto al crollo, e le statue dei Santi Pietro e Paolo in marmo di Carrara; nel paliotto della mensa c'era un'urna con i resti di S. Severo Martire portati dal Cardinale Alderano che li aveva prelevati dalle catacombe romane. L'abside accoglieva, dietro l'Altare, anche il coro in noce e, ai lati, v'erano la Sagrestia e la Sala Capitolare; da qui, partiva il passaggio che, mediante una scala conduceva al Palazzo.
Sull'altro lato della chiesa c'era una cappella dove era posto il Fonte Battesimale opera dello scultore Riccomanni di Pietrasanta, discepolo di Jacopo della Quercia. Vi erano poi cinque confessionali, disposti, sempre secondo il Raffo, tra un altare e l'altro delle navate laterali (due a sinistra e tre a destra), più altri due ai lati dell'ingresso principale; quelli delle navate
probabilmente erano addossati ai contrafforti delle campate; non è escluso che ci fosse un nono confessionale vicino alla porticina di sfogo sulla navata sinistra infine sul pilastro di sinistra, vicino al presbiterio, era sistemato il pulpito in marmi policromi.
Per ricostruire l'aspetto della chiesa abbiamo a disposizione essenzialmente tre carte e una scarna descrizione: uno è il rilievo di una parte della città di Massa che l'architetto Carlo Giosuè Marchelli eseguì alla fine del 1700 per i sovrani; la seconda carta riguarda la schematica piantina della chiesa redatta dall'ing. Isidoro Raffo e la terza è il catasto del 1820 di Maria Beatrice, la sovrana di Massa dell'epoca post-napoleonica; quest'ultima carta non comprende più la chiesa demolita nel 1807, ma ci fornisce indicazioni sull'intorno della piazza. Confrontando questo materiale con la cartografia attuale è possibile arrivare ad una sufficiente descrizione storica della situazione urbanistica dell'area e collocare in modo preciso l'isolato della chiesa.
La sovrapposizione non è facile, poiché i rilievi ottocenteschi, se pur abbastanza precisi nelle dimensioni lineari degli isolati, difettano abbondantemente nei rapporti a lunga distanza tra fabbricato e fabbricato e ancor più nelle inclinazioni e angolature
degli spigoli e strade. Riferendosi ad alcune vedute e disegni antichi, facendo alcune considerazioni con le chiese coeve
nei dintorni e, non ultime, le più lontane chiese a colonne binate di Genova, è possibile giungere, seguendo le descrizioni testuali e grafiche della piantina del Raffo, alla delineazione della pianta della chiesa in maniera abbastanza naturale.

### La distruzione

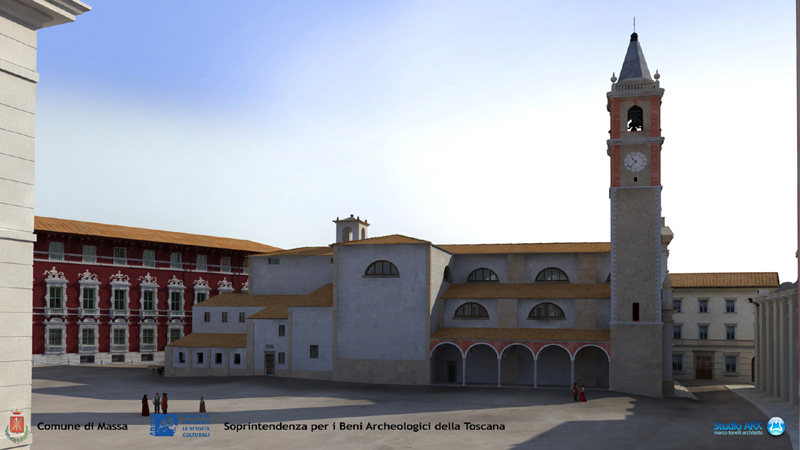
Veduta laterale

La chiesa svolse le sue funzioni per un secolo, poi coll'invasione napoleonica del 30 giugno 1796 tutto cambiò. La città di Massa entrò a far parte della Repubblica Cisalpina e il 21 giugno 1798 fu soppresso il Capitolo della Collegiata; Napoleone poi divenne imperatore e la sorella Elisa Baciocchi fu proclamata Principessa di Massa. Sembra che fosse infastidita e preoccupata dalla mole della chiesa, che toglieva l'orizzonte al Palazzo Ducale e che mandava cattivi odori durante le funzioni per la grande folla che vi confluiva; si disse anche che «...le campane della chiesa disturbavano i sonni della Principessa». Così il 30 aprile 1807 la fece chiudere e ne ordinò la demolizione. Ma il vero motivo, probabilmente, fu che «la Principessa abbia voluto rendere più ampia la piazza davanti al Palazzo Ducale, che invece dava l'impressione di essere interrotta a metà dalla chiesa e forse non furono estranee a questa decisione le manovre dei Giacobini massesi.». Destino simile a quanto già accaduto alla Chiesa di San Pietro Maggiore a Lucca. Così l'ultimo giorno di aprile 1807, gli abitanti di Massa trovarono sbarrate le porte della chiesa, il cui capitolo si dovette trasferire nella vicina chiesa di S.Francesco, dalla quale furono mandati via i Frati Minori.
Ma l'inizio della demolizione si trascinò per lungo tempo dopo l'emanazione del decreto perché Elisa non riuscì a trovare manovalanza locale: i massesi infatti si rifiutarono di partecipare alla demolizione. Si dovette pertanto rivolgersi altrove e alle maestranze ingaggiate si concedettero i materiali stessi della demolizione. Quest'ultima, dunque, fu effettuata grazie all'autofinanziamento dell'operazione derivato dalla vendita del materiale demolito o dalla sua cessione alle imprese che vi parteciparono. Alcuni quindi comprarono con regolare contratto e altri si portarono via semplicemente quello che potevano; Ne consegue che oggi troviamo gli arredi della chiesa presenti in numerose chiese dei dintorni, su di un territorio assai vasto, che va da Pontremoli a Chianni, in provincia di Pisa. La documentazione dell'operazione è però frammentaria, incerta e difficilmente ricostruibile. Due studiosi che hanno provato a tentarne un riordinamento sono stati Mariano Lallai, nel cui intervento sul Giornale Storico della Lunigiana traccia un'esauriente e documentata classificazione degli oggetti originali della Collegiata, indicandone l'attuale posizione e Piero Donati, che, sempre sulla scorta dei documenti, riferisce le vicende e le destinazioni delle suppellettili. È ovvio, dunque, che le maggiori fonti dell'elenco che segue saranno costituite proprio da questi studi, integrati dalle dovute specificazioni. Recentemente (2013) la studiosa Franca Leverotti consultando le cartelle “Governo degli stati di Massa e Carrara buste 56 e 67” nell'Archivio di Stato di Massa, ha potuto verificare che gli altari del transetto sono ora a Lucca, uno in San Michele e l'altro in Sant'Angelo in Campo. Di seguito l'elenco per accertata autenticità di provenienza dell'oggetto.

#### Oggetti documentati con certezza
- Altare maggiore nella chiesa di San Donato (Chianni)
- Organo nella chiesa di Santa Maria Assunta (Stazzema)
- Coro ligneo, nella chiesa di San Michele (Carrara) a Gragnana
- Portale laterale, nella chiesa di San Michele a Gragnana
- Pulpito, nella chiesa di San Michele a Gragnana (MS)
- Ante di legno della porta principale nel palazzo Ducale, Massa
- Crocifisso ligneo in stile trecentesco nel duomo di Massa
- Altorilievo della Beata Vergine del Rosario nel duomo di Massa
- Fonte battesimale nel duomo di Massa
- Parte dell'Archivio nel Duomo di Massa
- Altare del SS. Crocifisso nella chiesa di San Michele in Foro a Lucca
- Altare della Beata Vergine del Rosario nella chiesa di Sant'Angelo in Campo a Lucca
- Altorilievo intagliato per crocifisso nella chiesa di Sant'Angelo in Campo

#### Oggetti documentati indirettamente o fortemente ritenuti originali
- Statue di San Rocco e San Sebastiano nel cimitero di Ortola, Massa
- Due vasi in marmo del campanile nel cimitero di Ortola, Massa
- Due confessionali nel duomo di Pontremoli
- Trittico quattrocentesco di Bernardino del Castelletto nel duomo di Massa
- Dipinto raffigurante un Angelo annunciante di Bernardino del Castelletto nel museo Walters Art Gallery di Baltimora[21]
- Crocifisso in bronzo nel duomo di Massa
- Statua della Beata Vergine del Rosario nel duomo di Massa
- Quadro di San Gaetano da Thiene nel duomo di Massa
- Bassorilievo della Natività nel palazzo Ducale di Massa
- Epigrafi nel duomo di Massa
- Due altari nella chiesa di San Martino (Massa)
- Un'acquasantiera nella chiesa di San Martino a Massa

#### Oggetti documentati ma finora irreperibili
- Parte dei marmi di un altare imprecisato nella chiesa di San Domenico in Turano
- Marmi degli altari di San Gaetano e della natività della Vergine a Pietrasanta
- Balaustra dell'altar maggiore a Viareggio
- Campana e orologio del campanile nella municipalità di Massa

## Gli scavi e la ricostruzione virtuale

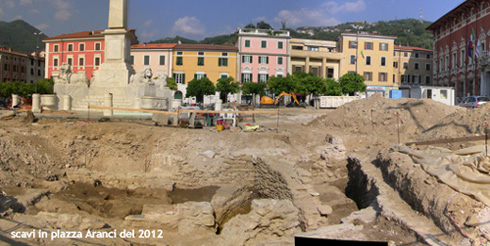
Scavi presso l'obelisco in Piazza degli Aranci a Massa con i resti della chiesa di San Pietro

Poco sotto la pavimentazione di piazza Aranci, nel settore occidentale e meridionale, sono emersi i resti dell'edificio a tre navate lungo 57 metri per 28, per una superficie totale di 1596 m² e per una volumetria di 2.306.000 m², al tempo senz'altro la più importante chiesa di Massa.
Gli scavi hanno confermato come la struttura dell'edificio demolito definitivamente nel secondo decennio dell'800 fosse il risultato di una vicenda architettonica molto travagliata. Il saggio di scavo di 100 m² aperto nell'area sud occidentale della piazza ha offerto la possibilità di “rivedere” i resti della chiesa in corrispondenza dell'altare di San Carlo, dove le strutture dell'ultima ricostruzione si reimpostano su quelle di XVI secolo. Lo scavo ha inoltre riportato alla luce i resti di due edifici più antichi, probabilmente annessi tardo medievali della Pieve di San Pietro. Altri scavi vicini hanno riportato alla luce parte della Sala capitolare, con tracce di un'elegante pavimentazione, porzione della muratura del transetto e muro perimetrale sud-ovest, la base di un altare, uno stipite della porta a destra della facciata, porzioni di muratura della base del campanile e una parte del muro perimetrale nord-est.
Della fabbrica dell'Oratorio di San Sebastiano, edificato nel XV secolo e ristrutturato tra il 1727 e il 1750, sono tornati alla luce una porzione della facciata e del lato meridionale. Il rinvenimento dei pur scarsi resti della chiesa settecentesca, se si esclude una traslazione di pochi metri della sala capitolare e del campanile, ha confermato in modo sorprendente la configurazione planimentrica ipotizzata nella tesi e ha permesso di ottenere altre informazioni come lo spessore esatto dei muri, l'aspetto di alcuni pavimenti e dimensione dei pilastri portanti.
La ricostruzione ipotetica delle fattezze della chiesa è stata eseguita per la prima volta nel 1999 dall'architetto Marco Tonelli nella sua tesi di laurea "Immagini virtuali di una chiesa demolita nell'800"; Successivamente, nel 2013, alla luce degli scavi descritti la ricostruzione è stata rielaborata in forma nuova e più attendibile sempre dallo stesso autore in collaborazione con l'architetto Roberto Pedicone e Stefano Bertilorenzi, su incarico del Comune di Massa e con la consulenza del team degli archeologi che hanno curato lo svado diretti dalla dott.ssa Emanuela Paribeni (Elisa Bertelli, Francesco Coschino, Alan Farnocchia, Antonio Fornaciari, Stefano Giannotti, Michele Menchini). Tale ricostruzione è resa fruibile anche in realtà aumentata da un pannello informativo installato in Piazza Aranci, sotto agli ultimi due alberi di arancio all'incrocio con via Alberica.

### Fonti archivistiche
- Archivio di Stato di Massa:

Massa - varii interessi sopra l'Abbazia, Fondo AFFARI ECCLESIASTICI; busta N.262 Abbazia di S.Pietro di Massa
Odoardo Rocca: Varie memorie del mondo ed in specie dello stato di Massa di Carrara dal 1481 all'anno 1738 - Tomo I - II - III Manoscritto 98 tomo I) 2, 3, 10, 37, 45, 295, 311, 339 tomo II) 29-33, 35, 430, 136, 342
Prefettura Napoleonica, buste c 103 n.468- 388- 431; c 104 n.763; c.107 n.1516 – 1524
Disegni sciolti – Catasto: Ducato di Massa - Mappa originale della città di Massa - stata eseguita pel nuovo catasto decretato da SAR Maria Beatrice Duchessa di Massa e Carrara Principessa d'Este Arciduchessa d'Austria & con editto 30 maggio 1820
- Archivio di Stato di Modena

Mappario Campori, n.30; Serie grandi mappe, pannello N
- Archivio della Cattedrale di Massa

Antonio Bergamini, Storia di Massa e Carrara – copia di manoscritto di proprietà privata, 1859
- Archivio della Cattedrale di Massa

Luigi Mussi, La Pieve di S.Pietro di Massa, Memorie dattiloscritte
- Biblioteca Civica di La Spezia

Giovanni Sforza, La Pieve di S.Pietro di Massa 1676-1751, manoscritto II 19
- Archivi privati:

Collezione Guidi (Montignoso -MS): Veduta del fianco sinistro del Duomo di S.Pietro di Massa, sec.XIX
Collezione Geom. Enzo Massa (Massa): Isidoro Raffo, Progetti e nozioni utili pel territorio massese, 1830, con aggiunte

### Fonti bibliografiche
- Giovanni Battista Bergamini, Memorie Storiche di Massa Carrara ed Avenza di Lunigiana pubblicato ne “Le Apuane” - Massa Uliveti, Anno XX n.39, maggio 2000, pagg 55 e seg. a cura di Emilio Palla (parte quarta)
- A. Ambrosini - M. Bertozzi - G.Manfredi, Massa Carrara, Pievi e Territorio della Provincia, Pacini Editore, Carrara-Pisa, 1989
- Emanuele Bertocchi, La Francigena ad occidente del territorio di Massa in: La Via Francigena, Atti e memorie della Deputazione di Storia Patria per le Antiche Provincie Modenesi biblioteca / nuova serie n. 147, Aedes Muratoriana, Modena - Massa, 1997
- Massimo Bertozzi, Massa, SAGEP Editrice, Genova, 1985
- Massimo Bertozzi, Il Duomo di Massa, Amilcare Pizzi Editore, Carrara - Milano, 1992
- Massimo Bertozzi, Il Palazzo Ducale di Massa, Società Editrice Apuana, Massa, 1995
- Bertuzzi - Vaccari, La Garfagnana - storia cultura arte, Atti del convegno tenuto a Castelnuovo Garfagnana il 12 e 13 settembre 1992, Aedes muratoriana, Modena, 1999
- Luigi Bonacoscia, Istituzioni ecclesiastiche nelle città di Massa e di Carrara ne Il tempo di Alberico 1553 - 1623, Catalogo della mostra, Pacini editore, Massa - Pisa, 1991
- Franco Bonatti, Massa Ducale, Giardini Editori, Carrara - Pisa, 1987
- Franco Bonatti - Rodolfo Polazzi, Città e Storia - mostra storico-documentaria, Castello Malaspina, Massa, 1977
- G. Bussetti (consigliere di Maria Beatrice duchessa di Massa e Carrara), Tavola di ragguaglio fra la misura superficiale metrica dei terreni e la corrispondente misura superficiale di Massa e viceversa, Stamperia dell'amministrazione provinciale di Massa-Carrara, Massa, 1823
- Arturo Colle, Il Tracciato della via Francigena ad oriente della pianura di Massa in: La Via Francigena, 147, Aedes Muratoriana, Modena - Massa, 1997
- Piero Donati, La demolizione della chiesa massese di S. Pietro e la dispersione del suo arredo in Il Principato Napoleonico dei Baciocchi (1805 -1814). Riforma dello stato e società, Palazzo Mansi, Lucca, 1984
- Ubaldo Formentini, Le tre pievi del massese e le origini della città di Massa, Atti e memorie della Deputazione di Storia Patria per le Antiche Provincie Modenesi s. VIII vol. II, Modena, 1949
- Gianni V. Galliani, Tecnologia del costruire storico genovese, Sagep Editrice, Genova, 1990
- Umberto Giampaoli, Il Palazzo Ducale di Massa, Amministrazione Provinciale di Massa e Carrara, Giordano Bertuzzi editore, Massa - Modena, 1986
- Stefano Giampaoli, Scritti inediti e sparsi su Massa e Carrara, Atti e memorie della Deputazione di Storia Patria per le Antiche Provincie Modenesi biblioteca / nuova serie n.94, Aedes Muratoriana, Modena - Massa, 1987
- Stefano Giampaoli, Vita di Sabbie e d'Acque – il litorale di Massa, Atti e memorie della Deputazione di Storia Patria per le Antiche Provincie Modenesi biblioteca / nuova serie n.83, Aedes Muratoriana, Massa, 1984 - 1985
- Pietro Giorgieri, Itinerari apuani di architettura moderna, Alinea Editrice, Firenze, 1989
- Mariano Lallai, “La Chiesa Collegiata di S. Pietro a Massa": parte I, in Giornale Storico della Lunigiana e del Territorio Lucense, n. s., Anni XXXI-XXXII, N. 1-4, gennaio-dicembre 1980-1981 (1985), pp. 60-76; parte II, in Giornale Storico della Lunigiana e del Territorio Lucense, n. s., Anno XXXIII, gennaio-dicembre 1982 (1986), pagine 5-38.
- Corrado Lattanzi, I Bergamini, architettura di corte nel ducato di Massa e Carrara, Amilcare Pizzi Editore, Milano, 1991
- Franca Leverotti, Massa di Lunigiana alla fine del Trecento. Ambiente, insediamenti, paesaggio, Pacini Editore, Pisa, 1982
- Riccardo Lorenzi, La Piazza Napoleone a Massa e la via di Friedland per Carrara in Il Principato Napoleonico dei Baciocchi (1805 -1814). Riforma dello stato e società, Palazzo Mansi, Lucca, 1984
- Dario Manfredi, Storia dei Liguri Apuani: all'epopea al lungo esilio in: La Spezia oggi 2/3 maggio/dicembre 1988, Camera di Commercio della Spezia, La Spezia
- M. Adelaide Marcucci, Guida storica ed artistica delle chiese di Massa, Edizioni della Rocca, Massa, 1987
- Giovanni Antonio Matteoni, Guida delle chiese di Massa Lunense, Tipografia S.Pietro, Massa, 1879
- Guido Morozzi, Interventi di Restauro, Bonechi S.r.l., Firenze, 1979
- Olga Raffo – Maggini, I principali funzionari e le più alte cariche di nomina sovrana dello Stato in Il tempo di Alberico 1553 – 1623, Catalogo della mostra, Pacini Editore, Massa - Pisa, 1991
- Emilio Palla, Massa e la sua gente, Centro Culturale Apuano – Uliveti, Massa, 1984
- Roberto Ricci, L'oro del Principe in: Il tempo di Alberico 1553 – 1623, Catalogo della mostra, Pacini Editore, Massa - Pisa, 1991
- Odoardo Rocca, Massa di Lunigiana nella prima metà del sec. XVIII - ricordi inediti a cura di G. Sforza, Modena, 1906
- Ferdinando Sacchetti, Residenze Principesche in: Il tempo di Alberico 1553 – 1623, Catalogo della mostra, Pacini Editore, Massa - Pisa, 1991
- Giovanni Sforza, Cronache di Massa di Lunigiana edite e illustrate da G. Sforza: Ricordi di Tommaso Anniboni di Aiola, Lucca, 1882
- Silvano Sodano, Bernardino del Castelletto Pittore a Massa, Amilcare Pizzi Editore, Milano, 1994